# Gangaghat
Gangaghat es una ciudad y municipio situada en el distrito de Unnao en el estado de Uttar Pradesh (India). Su población es de 84072 habitantes (2011). 

## Demografía
Según el censo de 2011 la población de Gangaghat era de 84072 habitantes, de los cuales 44098 eran hombres y 39974 eran mujeres. Gangaghat tiene una tasa media de alfabetización del 78,91%, superior a la media estatal del 67,68%: la alfabetización masculina es del 83,03%, y la alfabetización femenina del 74,36%.